# Khorgas
Khorgas hay Khorgos (tiếng Trung: 霍尔果斯; Hán-Việt: Hoắc Nhĩ Quả Tư; bính âm: Huò'ěrguǒsī; tiếng Kazakh: قورعاس) là một thành phố cấp huyện thuộc châu Ili, Tân Cương, Trung Quốc. Khorgas được Binh đoàn sản xuất và xây dựng Tân Cương thành lập vào tháng 5 năm 2010. Đến tháng 6 năm 2014, Quốc vụ viện Trung Quốc phê chuẩn thành lập thành phố Khorgas. Cuối năm 2014, tổng diện tích của Khorgas là 1908,55 km², nhân khẩu đạt 85 nghìn.

## Hành chính
- Nhai đạo: Tô Lạp Tô 卡拉苏, Á Âu Đông Lô 亚欧东路, Á Âu Tây Lộ 亚欧西路, Công nghiệp Viên Khu 工业园区
- Hương trấn: Mục trường Mạc Hồ Nhĩ 莫乎尔牧场, hương dân tộc Tích Bá Y Xa Ca Thiện 伊车嘎善锡伯族乡
- Đoàn trường: Đoàn 61, 62